# Einband-Europameisterschaft 1982

Logo CEB (ausrichtender Verband)

Veranstaltungsort: Emmeloord

Die Einband-Europameisterschaft 1982 war das 30. Turnier in dieser Disziplin des Karambolagebillards und fand vom 14. bis zum 17. Januar 1982 in Emmeloord, einem Ortsteil der Gemeinde Noordoostpolder statt. Es war die sechste Einband-Europameisterschaft in den Niederlanden.

## Geschichte
Nach einer Änderung des Spielsystems wurden die Plätze 5 bis 9 nicht mehr ausgespielt und die Partien aus der Vorrunde nicht mehr übernommen. So spielten die beiden Gruppenbesten in der Endrunde wieder im Round-Robin-Modus den Sieger aus. Nachdem Ludo Dielis zwei Partien gewonnen hatte und Christ van der Smissen mit einem Sieg gegen Hans Vultink und einem Unentschieden im Nachstoß gegen Fonsy Grethen im letzten Match aufeinandertrafen genügte Dielis ein Unentschieden zur Titelverteidigung. Nach anfänglicher klaren Führung verlor der Belgier immer mehr seine Sicherheit und verlor mit 148:200 in 19 Aufnahmen. Der Deutsche Meister Wolfgang Zenkner vergab seine Chance auf die Endrunde durch eine 173:200-Niederlage gegen den Luxemburger Grethen und wurde Fünfter.

## Turniermodus
Es wurde zwei Gruppen à fünf Spieler gebildet. Hier wurde im Round Robin System bis 200 Punkte gespielt. Die beiden Gruppenbesten spielten die Endrunde. Die weiteren drei Teilnehmer schieden aus.
Bei MP-Gleichstand wird in folgender Reihenfolge gewertet:
1. MP = Matchpunkte
2. GD = Generaldurchschnitt
3. HS = Höchstserie

## Vorrundentabellen
| MP    | Match Points (Sieger = 2; Unentschieden = 1; Verlierer = 0) |
| Pkte. | Erzielte Karambolagen                                       |
| Aufn. | Benötigte Versuche                                          |
| GD    | Generaldurchschnitt                                         |
| BED   | Bester Einzeldurchschnitt eines Spielers                    |
| HS    | Höchstserie                                                 |
|       | Bester GD des Turniers                                      |
|       | Bester ED des Turniers                                      |
|       | Beste HS des Turniers                                       |
|       | 1. Platz (Gold)                                             |
|       | 2. Platz (Silber)                                           |
|       | 3. Platz (Bronze)                                           |

| Platz | Name          | MP  | Pkte | Aufn. | GD    | BED   | HS  |
| ----- | ------------- | --- | ---- | ----- | ----- | ----- | --- |
| 1     | Ludo Dielis   | 6:2 | 722  | 63    | 11,46 | 33,33 | 119 |
| 2     | Hans Vultink  | 6:2 | 685  | 64    | 10,70 | 14,28 | 126 |
| 3     | Egidio Vierat | 4:4 | 725  | 95    | 7,63  | 8,69  | 67  |
| 4     | Stany Buyle   | 2:6 | 665  | 83    | 8,01  | 10,52 | 66  |
| 5     | Antonio Oddo  | 2:6 | 567  | 105   | 5,40  | 7,69  | 42  |

| Platz | Name                   | MP  | Pkte | Aufn. | GD    | BED   | HS |
| ----- | ---------------------- | --- | ---- | ----- | ----- | ----- | -- |
| 1     | Christ van der Smissen | 8:0 | 800  | 72    | 11,11 | 22,22 | 89 |
| 2     | Fonsy Grethen          | 4:4 | 767  | 83    | 9,24  | 10,00 | 58 |
| 3     | Wolfgang Zenkner       | 4:4 | 667  | 86    | 7,75  | 8,00  | 68 |
| 4     | Javier Arenaza         | 4:4 | 700  | 92    | 7,60  | 11,76 | 65 |
| 5     | Gerhard Ralis          | 0:8 | 308  | 85    | 3,62  | –     | 25 |

## Endrunde
| Platz | Name                   | MP  | Pkte | Aufn. | GD    | BED   | HS |
| ----- | ---------------------- | --- | ---- | ----- | ----- | ----- | -- |
| 1     | Christ van der Smissen | 5:1 | 600  | 56    | 10,71 | 13,33 | 57 |
| 2     | Ludo Dielis            | 4:2 | 548  | 45    | 12,17 | 33,33 | 66 |
| 3     | Fonsy Grethen          | 3:3 | 458  | 50    | 9,16  | 9,09  | 64 |
| 4     | Hans Vultink           | 0:6 | 343  | 57    | 6,01  | –     | 50 |

## Abschlusstabelle
| MP    | Match Points (Sieger = 2; Unentschieden = 1; Verlierer = 0) |
| Pkte. | Erzielte Karambolagen                                       |
| Aufn. | Benötigte Versuche                                          |
| GD    | Generaldurchschnitt                                         |
| BED   | Bester Einzeldurchschnitt eines Spielers                    |
| HS    | Höchstserie                                                 |
|       | Bester GD des Turniers                                      |
|       | Bester ED des Turniers                                      |
|       | Beste HS des Turniers                                       |
|       | 1. Platz (Gold)                                             |
|       | 2. Platz (Silber)                                           |
|       | 3. Platz (Bronze)                                           |

| Platz                     | Name                   | MP   | Pkte. | Aufn. | GD    | BED   | HS  |
| ------------------------- | ---------------------- | ---- | ----- | ----- | ----- | ----- | --- |
| 1                         | Christ van der Smissen | 13:1 | 1400  | 128   | 10,93 | 22,22 | 89  |
| 2                         | Ludo Dielis            | 10:4 | 1270  | 108   | 11,75 | 33,33 | 119 |
| 3                         | Fonsy Grethen          | 7:7  | 1225  | 133   | 9,21  | 10,00 | 64  |
| 4                         | Hans Vultink           | 6:8  | 1028  | 121   | 8,49  | 14,28 | 126 |
| 5                         | Wolfgang Zenkner       | 4:4  | 667   | 86    | 7,75  | 8,00  | 68  |
| 6                         | Egidio Vierat          | 4:4  | 725   | 95    | 7,63  | 8,69  | 67  |
| 7                         | Javier Arenaza         | 4:4  | 700   | 92    | 7,60  | 11,76 | 65  |
| 8                         | Stany Buyle            | 2:6  | 665   | 83    | 8,01  | 10,52 | 66  |
| 9                         | Antonio Oddo           | 2:6  | 567   | 105   | 5,40  | 7,69  | 42  |
| 10                        | Gerhard Ralis          | 0:8  | 308   | 85    | 3,62  | –     | 25  |
| Turnierdurchschnitt: 8,25 |                        |      |       |       |       |       |     |